# André Liquier
 (janvier 2020).
Pour les articles homonymes, voir Liquier.
André Liquier est un négociant et homme politique français né le 12 octobre 1737 à Saint-Jean-du-Bruel et mort le 13 juin 1789 à Versailles.

## Biographie
Fils de Jacques Liquier, avocat en parlement, et d'Antoinette Fabrié, André Liquier devient négociant à Marseille. Il est député du tiers état aux États généraux de 1789 pour la sénéchaussée de Marseille.